# Josh Gratton
Pour les articles homonymes, voir Gratton.
Joshua Gratton, dit Josh Gratton, (né le 9 septembre 1982 à Brantford, dans la province de l'Ontario au Canada) est un joueur professionnel canadien de hockey sur glace. Il évolue au poste d'ailier gauche.

## Carrière
Joueur jamais repêché par une équipe de la Ligue nationale de hockey, Gratton quitte la Ligue de hockey de l'Ontario en 2003, signant un contrat d'essai avec les Mighty Ducks de Cincinnati de la Ligue américaine de hockey.
Il signe à l'été suivant son premier contrat professionnel avec un club de la LNH, soit les Flyers de Philadelphie. L'Ontarien passe la saison 2004-2005 avec le club affilié aux Flyers en LAH, les Phantoms de Philadelphie avec qui il accède à la finale de la Coupe Calder au terme de cette même saison.
Dès l'année suivante, il fait ses débuts en LNH jouant trois rencontres avec les Flyers avant de se voir être échangé aux Coyotes de Phoenix à la date limite des transactions. Il partage son temps de jeu par la suite entre les Coyotes et leur club-école, le Rampage de San Antonio et ce, jusqu'en février 2008, date à laquelle les Coyotes l'envoient aux Rangers de New York avec son coéquipier Fredrik Sjöström.
Devenant agent libre durant l'été 2008, il signe un contrat d'une saison avec les Predators de Nashville. Il ne joue que sept rencontres avec leur club affilié, les Admirals de Milwaukee, avant d'être ré-acquis par les Flyers. Redevenant agent libre à l'été suivante, il s'entend avec les Thrashers d'Atlanta.
En 2009, il signe au Vitiaz Tchekhov. Le 10 décembre 2010, il agresse en compagnie de quatre autres titulaires du Vitiaz les joueurs adverses de l'Avangard Omsk dès le coup d'envoi de la rencontre. Il écope de 20 matchs de suspension dans la KHL à la suite de ces évènements.

## Statistiques
| Saison     | Équipe                          | Ligue          |    | Saison régulière | Saison régulière | Saison régulière | Saison régulière | Saison régulière |   | Séries éliminatoires | Séries éliminatoires | Séries éliminatoires | Séries éliminatoires | Séries éliminatoires |
| Saison     | Équipe                          | Ligue          | PJ | B                | A                | Pts              | Pun              | PJ               | B | A                    | Pts                  | Pun                  |                      |                      |
| 2000-2001  | Wolves de Sudbury               | LHO            | 44 | 5                | 13               | 18               | 110              | 9                | 1 | 1                    | 2                    | 25                   |                      |                      |
| 2001-2002  | Wolves de Sudbury               | LHO            | 14 | 5                | 4                | 9                | 47               | -                | - | -                    | -                    | -                    |                      |                      |
| 2001-2002  | Frontenacs de Kingston          | LHO            | 46 | 14               | 14               | 28               | 140              | 1                | 1 | 0                    | 1                    | 7                    |                      |                      |
| 2002-2003  | Frontenacs de Kingston          | LHO            | 15 | 7                | 7                | 14               | 60               | -                | - | -                    | -                    | -                    |                      |                      |
| 2002-2003  | Spitfires de Windsor            | LHO            | 47 | 19               | 23               | 42               | 132              | 6                | 2 | 1                    | 3                    | 8                    |                      |                      |
| 2003-2004  | Gulls de San Diego              | ECHL           | 30 | 4                | 6                | 10               | 239              | -                | - | -                    | -                    | -                    |                      |                      |
| 2003-2004  | Mighty Ducks de Cincinnati      | LAH            | 21 | 2                | 2                | 4                | 69               | 8                | 0 | 0                    | 0                    | 35                   |                      |                      |
| 2004-2005  | Titans de Trenton               | ECHL           | 1  | 0                | 0                | 0                | 0                | -                | - | -                    | -                    | -                    |                      |                      |
| 2004-2005  | Phantoms de Philadelphie        | LAH            | 57 | 9                | 5                | 14               | 246              | 21               | 3 | 3                    | 6                    | 78                   |                      |                      |
| 2005-2006  | Phantoms de Philadelphie        | LAH            | 53 | 9                | 10               | 19               | 265              | -                | - | -                    | -                    | -                    |                      |                      |
| 2005-2006  | Flyers de Philadelphie          | LNH            | 3  | 0                | 0                | 0                | 14               | -                | - | -                    | -                    | -                    |                      |                      |
| 2005-2006  | Coyotes de Phoenix              | LNH            | 11 | 1                | 0                | 1                | 30               | -                | - | -                    | -                    | -                    |                      |                      |
| 2006-2007  | Coyotes de Phoenix              | LNH            | 52 | 1                | 1                | 2                | 188              | -                | - | -                    | -                    | -                    |                      |                      |
| 2006-2007  | Rampage de San Antonio          | LAH            | 3  | 1                | 1                | 2                | 8                | -                | - | -                    | -                    | -                    |                      |                      |
| 2007-2008  | Coyotes de Phoenix              | LNH            | 1  | 0                | 0                | 0                | 5                | -                | - | -                    | -                    | -                    |                      |                      |
| 2007-2008  | Rampage de San Antonio          | LAH            | 38 | 5                | 9                | 14               | 124              | -                | - | -                    | -                    | -                    |                      |                      |
| 2007-2008  | Wolf Pack de Hartford           | LAH            | 20 | 6                | 6                | 12               | 72               | 4                | 0 | 1                    | 1                    | 11                   |                      |                      |
| 2008-2009  | Admirals de Milwaukee           | LAH            | 7  | 2                | 3                | 5                | 10               | -                | - | -                    | -                    | -                    |                      |                      |
| 2008-2009  | Phantoms de Philadelphie        | LAH            | 14 | 1                | 0                | 1                | 46               | 2                | 0 | 0                    | 0                    | 2                    |                      |                      |
| 2008-2009  | Flyers de Philadelphie          | LNH            | 19 | 1                | 2                | 3                | 294              | -                | - | -                    | -                    | -                    |                      |                      |
| 2009-2010  | Wolves de Chicago               | LAH            | 21 | 0                | 2                | 2                | 60               | -                | - | -                    | -                    | -                    |                      |                      |
| 2009-2010  | Vitiaz Tchekhov                 | KHL            | 11 | 2                | 3                | 5                | 112              | -                | - | -                    | -                    | -                    |                      |                      |
| 2010-2011  | Vitiaz Tchekhov                 | KHL            | 24 | 5                | 2                | 7                | 170              | -                | - | -                    | -                    | -                    |                      |                      |
| 2011-2012  | Barys Astana                    | KHL            | 35 | 1                | 3                | 4                | 91               | -                | - | -                    | -                    | -                    |                      |                      |
| 2012-2013  | Rødovre Mighty Bulls            | AL-Bank ligaen | 2  | 0                | 1                | 1                | 0                | -                | - | -                    | -                    | -                    |                      |                      |
| 2012-2013  | Kouban Krasnodar                | VHL            | 8  | 1                | 0                | 1                | 58               | -                | - | -                    | -                    | -                    |                      |                      |
| 2012-2013  | Sary Arka Karaganda             | VHL            | 6  | 0                | 1                | 1                | 25               | 15               | 1 | 1                    | 2                    | 54                   |                      |                      |
| 2013-2014  | Barys Astana                    | KHL            | 11 | 1                | 3                | 4                | 12               | -                | - | -                    | -                    | -                    |                      |                      |
| 2014-2015  | Monarchs de Manchester          | LAH            | 46 | 6                | 7                | 13               | 84               | 7                | 0 | 1                    | 1                    | 11                   |                      |                      |
| 2015-2016  | Ässät Pori                      | Liiga          | 37 | 3                | 3                | 6                | 81               | -                | - | -                    | -                    | -                    |                      |                      |
| 2016-2017  | HC Kladno                       | 1. liga tch.   | 14 | 1                | 2                | 3                | 47               | 11               | 0 | 1                    | 1                    | 6                    |                      |                      |
| 2017-2018  | Gamyo Épinal                    | Ligue Magnus   | 23 | 13               | 10               | 23               | 49               | -                | - | -                    | -                    | -                    |                      |                      |
| 2017-2018  | HC Nové Zámky                   | Extraliga Slo. | 3  | 0                | 0                | 0                | 2                | -                | - | -                    | -                    | -                    |                      |                      |
| 2018-2019  | Glasgow Clan                    | EIHL           | 23 | 10               | 13               | 23               | 22               | -                | - | -                    | -                    | -                    |                      |                      |
| 2018-2019  | Stingrays de la Caroline du Sud | ECHL           | 37 | 4                | 14               | 18               | 123              | 4                | 1 | 0                    | 1                    | 18                   |                      |                      |
| Totaux LNH | Totaux LNH                      | Totaux LNH     | 86 | 3                | 3                | 6                | 294              | -                | - | -                    | -                    | -                    |                      |                      |

## Transactions en carrière
- 27 juillet 2004 : signe à titre d'agent libre avec les Flyers de Philadelphie.
- 9 mars 2006 : échangé par les Flyers avec le choix de deuxième ronde des Panthers de la Floride  en 2006 (acquis précédemment et échangé ultérieurement aux Red Wings de Détroit qui réclame avec ce choix Cory Emmerton) et le choix de deuxième ronde du Lightning de Tampa Bay en 2006 (acquis précédemment et échangé ultérieurement à Détroit qui réclame avec ce choix Shawn Matthias) aux Coyotes de Phoenix en retour de Denis Gauthier.
- 26 février 2008 : échangé par les Coyotes avec Fredrik Sjöström, David LeNeveu et des compensations futures aux Rangers de New York en retour d'Al Montoya et Marcel Hossa.
- 9 juillet 2009 : signe à titre d'agent libre avec les Predators de Nashville.
- 30 octobre 2008 : échangé par les Predators aux Flyers de Philadelphie en retour de Tim Ramholt.
- 30 juillet 2009 : signe à titre d'agent libre avec les Thrashers d'Atlanta.

## Parenté dans le sport
- Il est le cousin de l'ancien hockeyeur Chris Gratton.